# محمد سعید پاشا
محمد سعید پاشا سومین فرمانروای مصر، در دوران عثمانی بود.
وی فرزند «محمد علی پاشا» بنیان‌گذار دودمان خدیوی مصر بود و با این که از سال ۱۸۵۴ تا ۱۸۶۳ به عنوان والی مصر با سلطان عثمانی بیعت کرده‌بود ولی عملاً حکومتی مستقل داشت.
محمد سعید پاشا ساختن کانال سوئز را که مقدر بود در زمان فرمانروایی پسر برادرش «خدیو اسماعیل پاشا» به پایان برسد آغاز کرد.
او دو بار ازدواج کرد. همسر اول: انجی hanem پسر از همسر اول: احمد شریف باشا همسر دوم: ملک BER پسران از همسر دوم hanem ها: محمد باشا toson،، محمود باشا.